# Шасезак
Шасезак (фр. Chassezac) је река у Француској. Дуга је 85 km. Улива се у Ардеш. 